# Sonar Kollektiv
Sonar Kollektiv ist ein Berliner Independent-Label mit angeschlossenem Verlag und einem weltweiten Vertriebsnetz.

## Geschichte
Gegründet wurde das Label vom Berliner DJ- und Produzenten-Team Jazzanova im Jahr 1997. Das Kollektiv bestand ursprünglich aus verschiedenen Sublabels, die verschiedene Schwerpunkte setzten und im Kollektiv zusammenarbeiteten. Dazu gehörten Dialog, Airdrops, No Zession, Recreation, Mermaid, Best Seven, Hotdrops und Aspekte. Nacheinander wurden diese aufgelöst. Sonar Kollektiv veröffentlicht Musik unter anderem aus den Bereichen NuJazz, Soul, Jazz, Pop, House, Electro, Techno Reggae, Folk und Dubstep.
Von 2005 bis 2006 gab es eine Kooperation mit dem Berliner Label Innervisions.
Sonar Kollektiv veröffentlichte eine Reihe von Compilations: Secret Love, Best Seven Selections, ...mixing, ...broad casting und Computer Incarnations For World Peace.
Zu seinem zehnjährigen Bestehen wurde das Sonar Kollektiv Orchester, bestehend aus Musikern des Labels selbst sowie aus dessen direktem Umfeld, gegründet. Volker Meitz übernahm die Produktion und das Arrangement des SKO. Das fünfzehnjährige Bestehen des Labels wurde am 12. Oktober 2012 in der Volksbühne Berlin gefeiert.

## Künstler
Auf Sonar Kollektiv haben unter anderem die Künstler Âme, Roland Appel, Atjazz, Rogall, Eva Be, Stee Downes, Fat Freddy’s Drop, Robert Galic, Clara Hill, Jazzanova, Ben Klock, Marcin Kozlowski, Georg Levin, Micatone, Tobi Neumann, Christian Prommer, Ulrich Schnauss, Benny Sings, Siriusmo, Mladen Solomun und Trickski veröffentlicht. Zu den neuen Künstlern des Berliner Labels gehören u. a. Neve Naive,  Phil Gerus, Hot Coins, EnaWadan, Paskal & Urban Absolutes sowie FETSUM und ein neues Projekt von Jah Wobble. Eric Wahlforss veröffentlichte 2003 unter dem Künstlernamen Forss seine erste Aufnahmen, kurz bevor er Soundcloud gründete.